# El Guayacán, Chiapas
El Guayacán är en ort i Mexiko.   Den ligger i kommunen Palenque och delstaten Chiapas, i den sydöstra delen av landet, 800 km öster om huvudstaden Mexico City. El Guayacán ligger 46 meter över havet och antalet invånare är 125.
Terrängen runt El Guayacán är platt åt nordost, men åt sydväst är den kuperad. Runt El Guayacán är det ganska glesbefolkat, med 34 invånare per kvadratkilometer. Närmaste större samhälle är El Desierto, 5,6 km sydost om El Guayacán. Omgivningarna runt El Guayacán är en mosaik av jordbruksmark och naturlig växtlighet.